# Bataille de Lipantitlán
Révolution texane
La bataille de Lipantitlán, également connue sous le nom de bataille de la traverse du Nueces, s'est déroulée le 4 novembre 1835 le long du Rio Nueces entre l'Armée mexicaine et les insurgés Texians, dans le cadre de la révolution texane.
L'historien Bill Groneman considère que cette bataille a contribué à la défaite mexicaine au siège de Béxar, qui a achevé l'expulsion des troupes mexicaines du Texas.

## Chronologie
À la suite de la victoire texiane à la bataille de Goliad, il ne reste plus que deux garnisons mexicaines au Texas : Fort Lipantitlán, près de San Patricio, et la mission Alamo de San Antonio de Béxar (en).
Craignant que Lipantitlán puisse être utilisé comme base par l'Armée mexicaine pour reprendre Goliad et en colère que deux de ses hommes y soient tenus prisonniers, le commandant texian Philip Dimmitt (en) ordonne à son adjudant, Ira Westover, de prendre le fort.
Le commandant de ce dernier, Nicolás Rodríguez, a pour ordres de harceler les troupes texianes à Goliad. Il prend donc l'essentiel de ses hommes pour former une expédition. Alors qu'ils sont partis, les forces de Westover arrivent à San Patricio. Le 3 novembre, un habitant persuade la garnison mexicaine de se rendre. Les Texians démantèlent le fort les jours suivant.
Au moment où les Texians quittent pour retourner à Goliad, ils tombent sur l'expédition mexicaine à la hauteur du Rio Nueces. Les Mexicains attaquent, mais la plus longue portée des armes texianes les forcent à la retraite. Un Texian est blessé, alors que 3  à   5 soldats mexicains sont tués et 14 à 17 sont blessés. On autorise les blessés mexicains à recevoir des traitements médicaux à San Patricio. Le reste d'entre eux se replient à Matamoros (en). À ce moment, les Texians contrôlent entièrement la Côte du Golfe, ce qui implique que les troupes basées à San Antonio de Béxar ne peuvent être réapprovisionnées que par voie terrestre.